# Nordkaphalle

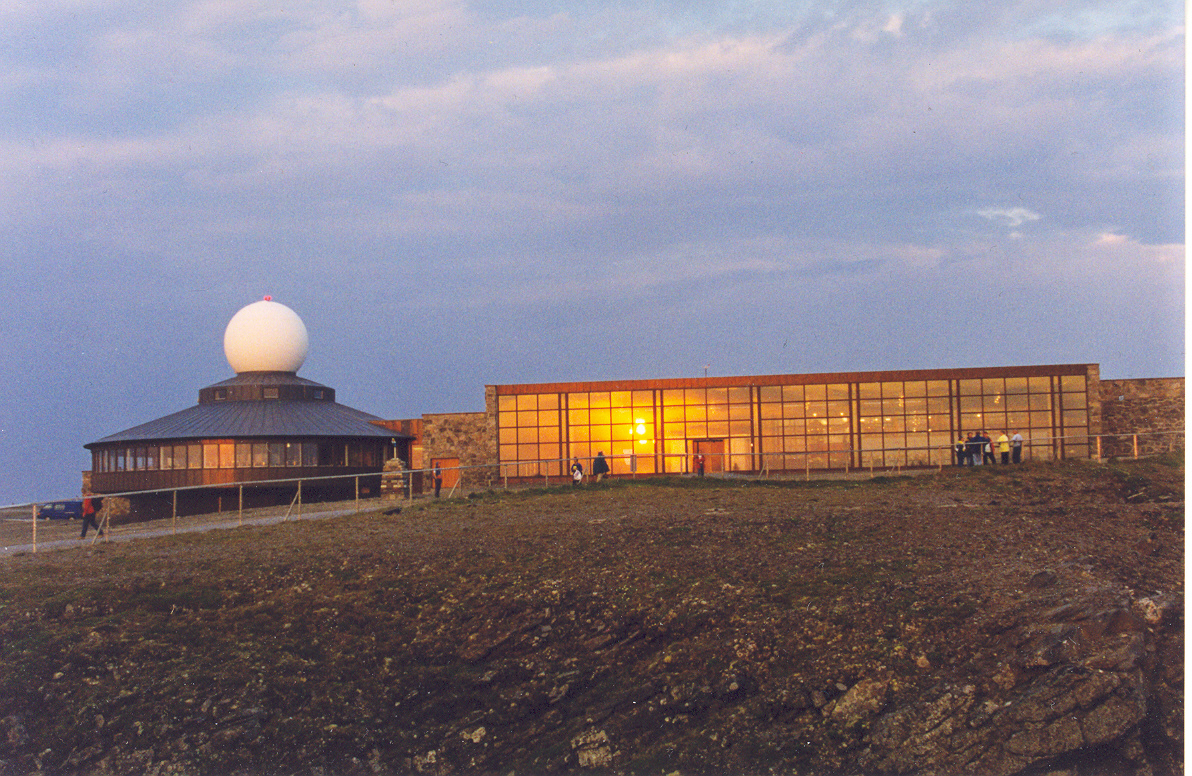
Nordkaphalle, 2006

Die Nordkaphalle (norwegisch Nordkapphallen) ist ein Gebäude auf dem Nordkapplateau in Norwegen. Es entstand in seiner heutigen Form nach Plänen zweier norwegischer Architekten um 1959 und wurde durch stetige Erweiterungen den immer größeren touristischen Anforderungen angepasst. Die ganzjährig geöffnete Halle ist Teil der touristischen Infrastruktur am Nordkap.

## Geschichte

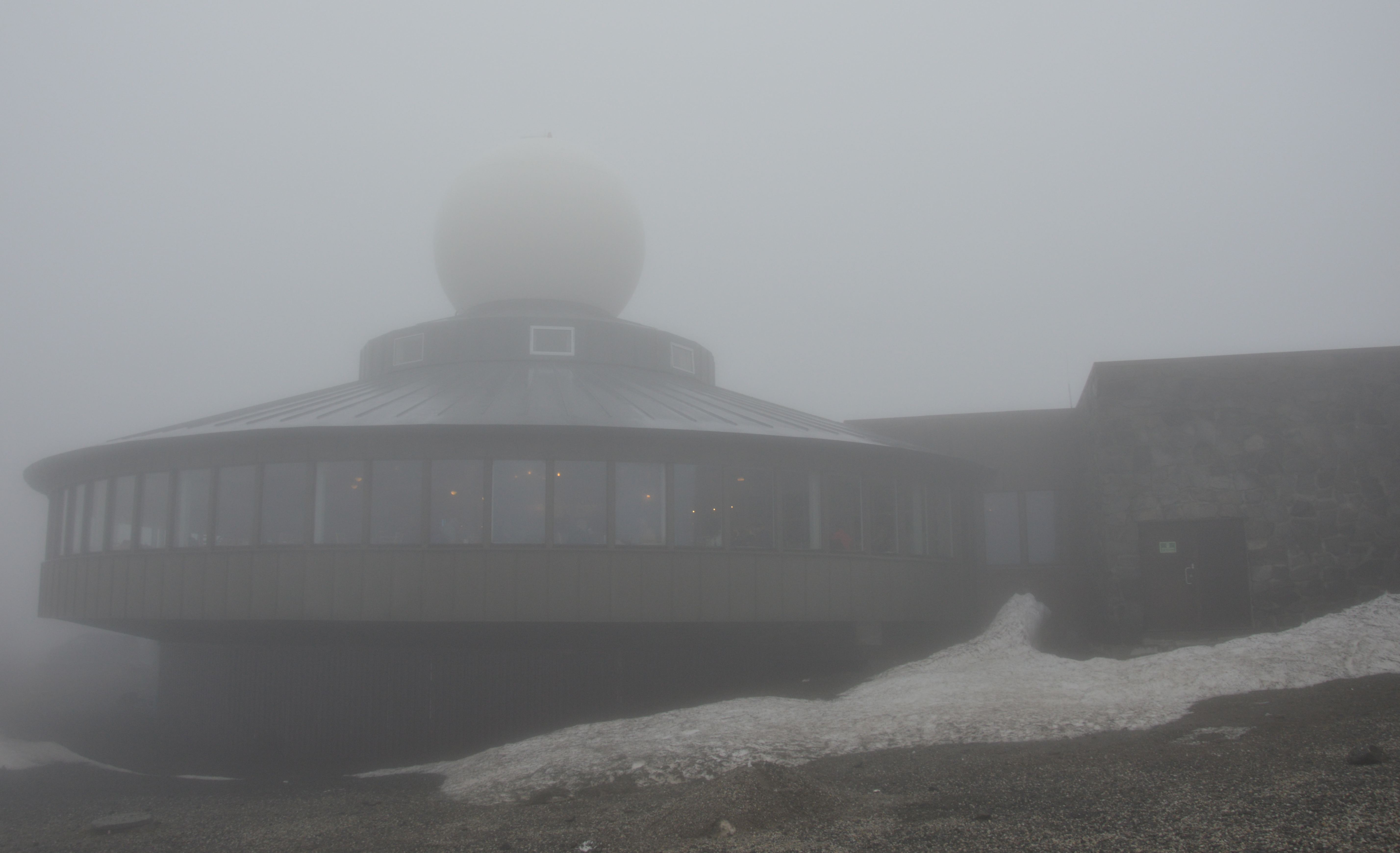
Östlicher Teil der Halle, 2017

Das erste Gebäude auf dem Nordkapplateau entstand 1891/92 mit dem Bau eines Champagnerpavillons durch den Trondheimer Kaufmann Stoppenbrink. Mit Beginn des Ersten Weltkriegs ging jedoch der Nordkaptourismus stark zurück. Der Pavillon verfiel in kurzer Zeit und wurde noch während des Krieges umgeweht. Pläne zur Errichtung eines Restaurants auf dem Nordkap bestanden ab 1937. Es entstand ein Nordkap-Pavillon mit Café und ein ab 1949 betriebenes Postamt. Nach der Fertigstellung der Nordkapstraße im Jahr 1956 wurde die Schaffung einer größeren touristischen Einrichtung auf dem Nordkap dringlicher. 1959 wurde die Nordkaphalle nach einem Entwurf von Paul Cappelen und Torbjørn Rodahl fertiggestellt. In späterer Zeit wurden im Rahmen des Projekts Nordkap 1990 1987 und 1997 umfangreiche Erweiterungen der Halle vorgenommen.

## Gestaltung

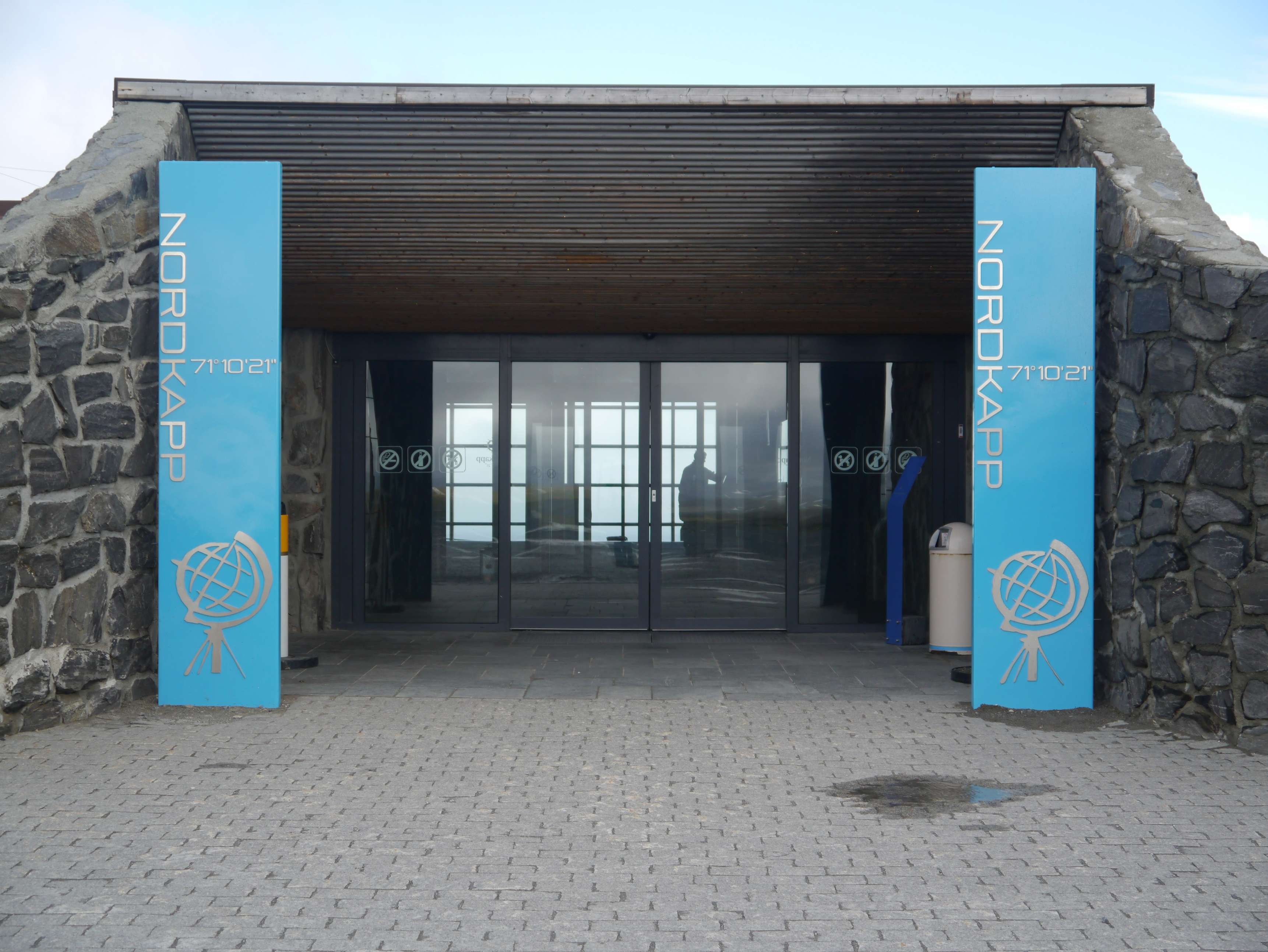
Südlicher Eingang zur Halle

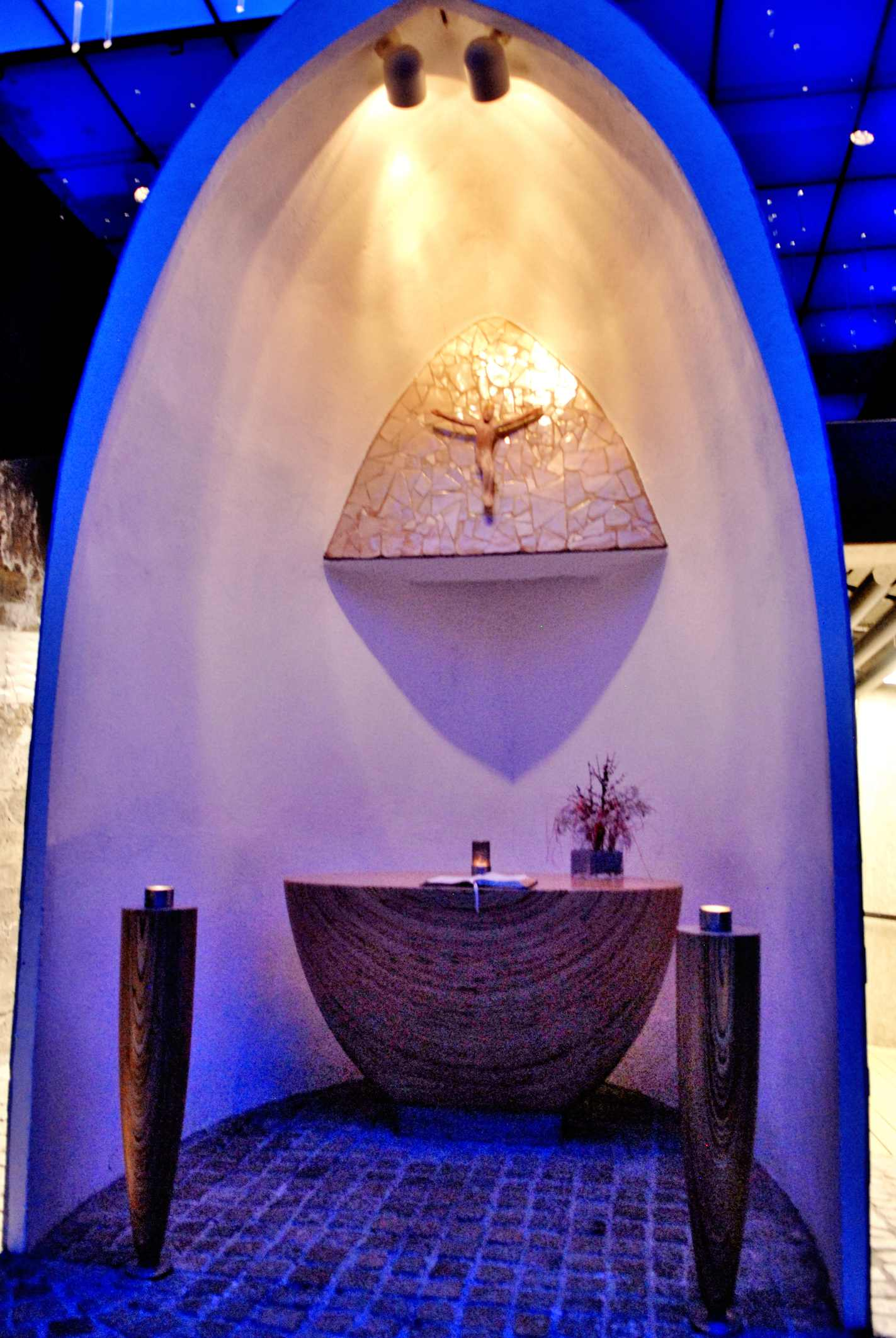
Kapelle

Die Halle umfasst (im Jahr 2025) vier Etagen, die sich zum Teil, um das Landschaftsbild nicht zu beeinträchtigen, unterhalb der Erdoberfläche befinden. Im Objekt befinden sich ein Informationszentrum, Restaurants, Geschäfte und ein Postamt. Von der Halle aus führt ein unterirdisch angelegter Tunnel in nordöstlicher Richtung bis zum Rand des Nordkapplateaus. Dort endet der Tunnel in einer künstlich angelegten Halle, der Grotte. Hier befindet sich ein Panoramafenster mit vorgelagerter Terrasse, von der aus ein Blick in nördlicher Richtung über das Meer möglich ist. Am Beginn des Tunnels befindet sich ein Kinosaal, in dem mehrmals täglich ein Film über das Nordkap in verschiedenen Sprachen dargeboten wird. In Grotten an der Tunnelseite sind im Modell historische Szenen mit Bezug zum Nordkap dargestellt. Im Einzelnen handelt es sich um die Fahrt Richard Chancellors von 1553, den Besuch Francesco Negris 1664, den Besuch Louis-Philippe I. und des Grafen Gustave de Montjoie von 1795, den Besuch des Königs Oskar II. 1873 und des Königs von Siam Chulalongkorn im Jahr 1907. Initiator dieser dreidimensionalen historischen Grotten ist Kjersti Skavhaug. Auf der Ostseite des Tunnels befindet sich die ökumenische Kapelle Sankt Johannes, auf der Westseite ist das thailändische, an den Besuch des Königs Chulalongkorn erinnernde Museum eingerichtet.